# Los Molares
Los Molares là một thành phố ở tỉnh Sevilla, Tây Ban Nha. Theo điều tra dân số của Viện thống kê quốc gia Tây Ban Nha năm 2005, đô thị này có dân số 2,874 người.